# Oregon Route 453
Az Oregon Route 453 (OR-453) egy oregoni állami országút, amely észak–déli irányban a 454-es úttól az idahói államhatárig halad.
A szakasz Adrian–Arena Valley Highway No. 453 néven is ismert.

## Leírás
Az út a 454-es út 452-es úttal való találkozásától délre kezdődik keleti irányban. A pálya a Russett Roadnál délre fordul, majd az OR 454 keresztezése után a Redtop Roadhoz érkezik, majd keleti irányban az idahói államhatárhoz érkezik.